# Многомысный
Многомысный — остров у северо-восточных берегов полуострова Таймыр (берега Прончищева) между бухтой Прончищевой и заливом Фаддея. Входит в группу островов Петра
Открыт 16 августа 1739 года экспедицией Х. П. Лаптева. Из журнала экспедиции: «Пришли к губе, которая именована Петровскою, а в ней остров, который именован Святого Петра». Замечены были и два мелких островка у северного берега острова Петра, которые впоследствии Харитон Лаптев поместил на свою карту. В тексте «Описания…» Лаптев распространил название Петра и на них: «Острова Петра, их три» (на современных картах эти два островка получили собственные названия: остров Клешня и остров Многомысный — по их конфигурации)..
На острове имеются два малых озера.

## Топографические карты
- Лист карты T-49-XXXIV,XXXV,XXXVI устье р. Неизвестная. Масштаб: 1 : 200 000. Издание 1987 г.